# Mitski

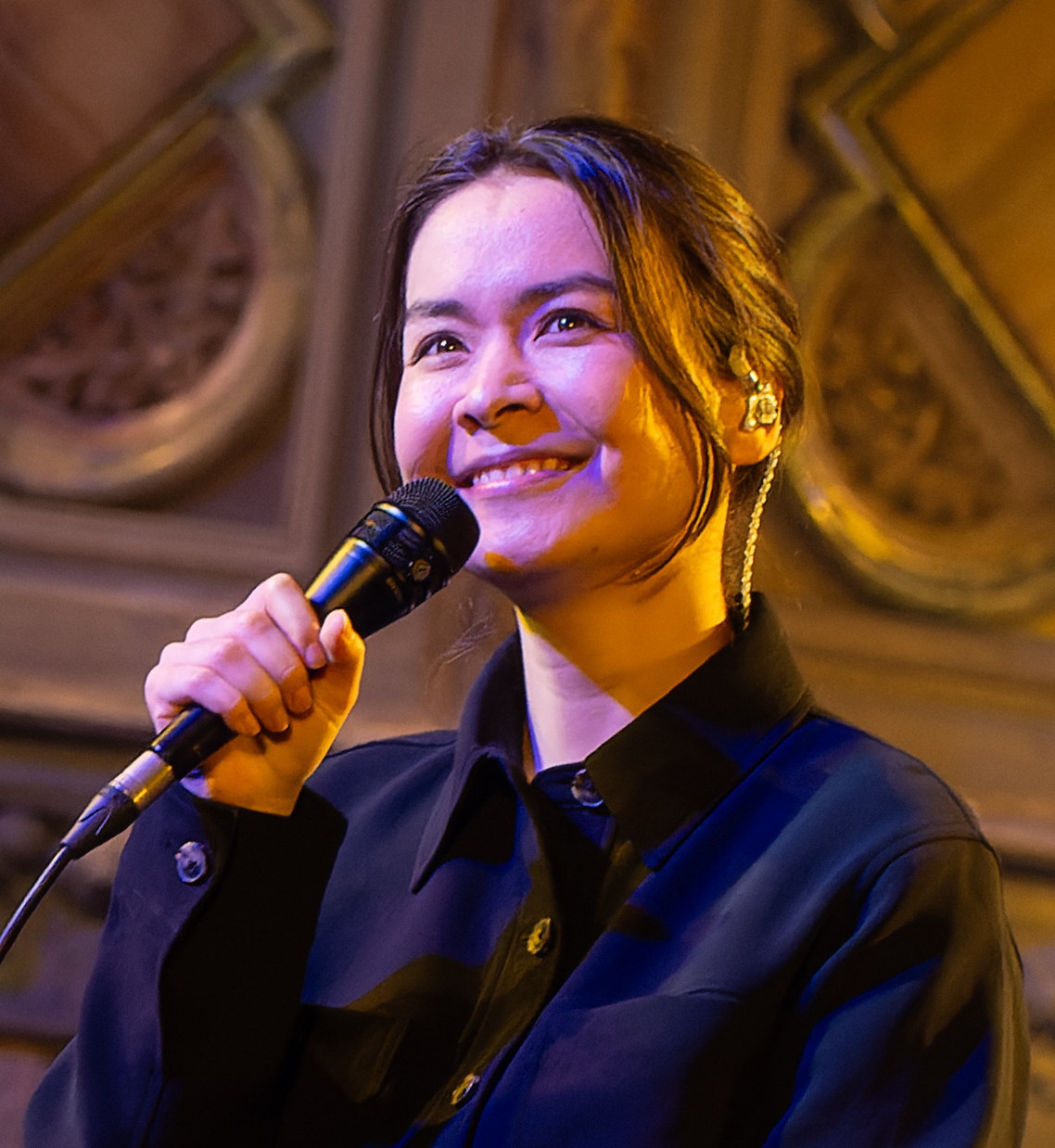
Mitski (2023)

Mitski Miyawaki (* 27. September 1990 in der Präfektur Mie, Japan; bürgerlich Mitsuki Laycock), meist nur als Mitski bekannt, ist eine Indie-Rock-Musikerin und Singer-Songwriterin mit amerikanisch-japanischen Wurzeln.
Sie studierte an der State University of New York in Purchase Komposition und veröffentlichte währenddessen ihre ersten beiden Alben. Ihre drei folgenden Alben wurden von der Musikkritik positiv aufgenommen und waren auch kommerziell erfolgreich, besonders ihr 2018 veröffentlichtes Album Be the Cowboy. Mitskis expressive Musik zeichnet sich durch einen unkonventionellen Aufbau und ihre emotionalen, tiefgründigen Texte aus.

## Kindheit und Jugend
Mitski hat eine japanische Mutter und einen amerikanischen Vater. Während sie aufwuchs, zog sie aufgrund der Arbeit ihres Vaters im Außenministerium der Vereinigten Staaten häufig um und lebte in vielen Ländern – darunter in der Türkei, China, Malaysia und der Demokratischen Republik Kongo – bevor sie sich schließlich in New York niederließ.

## Karriere

### Anfänge
Mit neunzehn Jahren schrieb sich Mitski zunächst am Hunter College für ein Filmstudium ein. Während dieser Zeit begann sie, selbst Musik zu schreiben. Mitski, die schon früher Musikunterricht gehabt hatte, brach ihr Studium ab und wechselte an das Musikkonservatorium der State University of New York in Purchase, wo sie den Studiengang studio composition belegte. Während ihrer Zeit in der Universität nahm sie ihre ersten Alben (2012 Lush und 2013 Retired from Sad, New Career in Business) als Studienprojekte auf und veröffentlichte sie selbst im Internet. Dabei profitierte sie davon, am Konservatorium mit vielen verschiedenen Musikschaffenden zusammenarbeiten zu können.

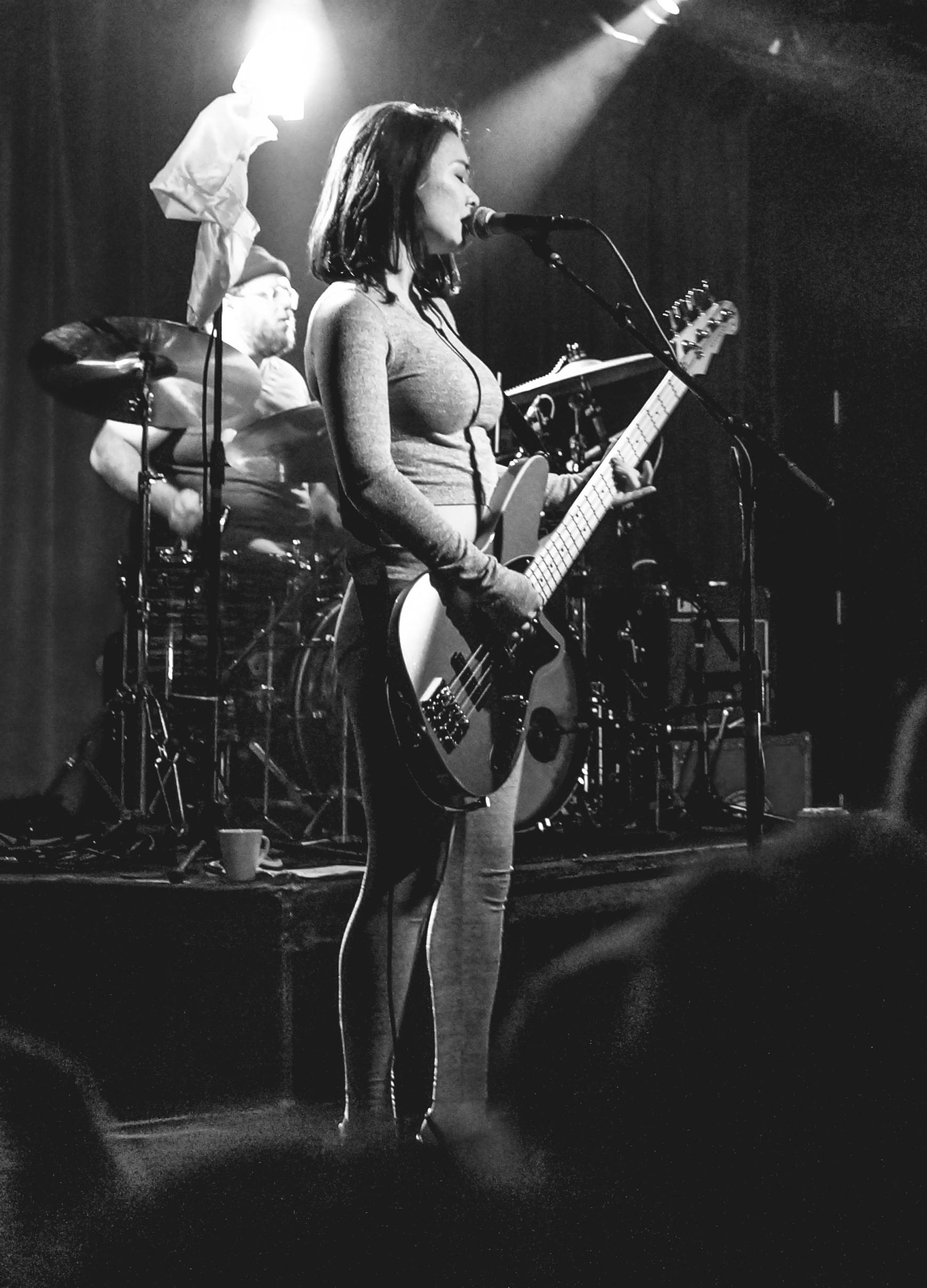
Mitski 2016

Nach ihrem Abschluss war sie Sängerin der kurzlebigen Prog-Metal-Band Voice Coils und begann, an ihrem dritten Studioalbum zu arbeiten. Bury Me at Makeout Creek wurde am 11. November 2014 vom Indie-Label Double Double Whammy veröffentlicht; der Titel ist ein Zitat der Figur Milhouse aus den Simpsons. Das Album stellte eine klangliche Abkehr von Mitskis orchestralen und klassischen Klavierklang dar, der ihre ersten beiden Alben prägte. Damit wollte sie einen Sound schaffen, der besser für kleine Shows in Kellerräumen geeignet sei und weniger akademisch klinge. Für das Album lernte sie Gitarre spielen, alle Songs entstanden innerhalb eines Jahres. Am 7. April 2015 gab Don Giovanni Records das Album als Wiederveröffentlichung heraus.

### Puberty 2
Am 22. Dezember 2015 unterschrieb Mitski beim Independent-Label Dead Oceans, bevor sie im folgenden Jahr neue Musik veröffentlichte. Am 1. März 2016 kündigte sie ihr viertes Studioalbum Puberty 2 an und veröffentlichte Lead-Single Your Best American Girl. Das Album wurde über einen Zeitraum von zwei Wochen in den Acme Studios aufgenommen und von ihrem langjährigen Mitarbeiter Patrick Hyland produziert. Sie erzählt, beim Schreiben im Vergleich zu Bury Me at Makeout Creek weniger als beim letzten Album an die Aufführbarkeit der Musik gedacht zu haben. Puberty 2 wurde von der Musikkritik gelobt.

2016 wurde ihr Song Francis Forever in der Folge The Music Hole (auf Deutsch „Der Bandcontest“) der Serie Adventure Time von der Figur Marceline gecovert. Am 21. Februar 2017 kündigten die Pixies Tourneedaten mit Mitski als Vorgruppe an. Am 1. Mai wurde ein Kompilationsalbum mit 100 Songs verschiedener Künstler unter dem Titel Our First 100 Days veröffentlicht, das Mitskis Cover des Songs Fireproof von One Direction enthält. Mit der Zusammenarbeit wurden Gelder für Organisationen gesammelt, die ihre Anliegen durch die Wahl Donald Trumps bedroht sahen. Mitski coverte das Lied schon 2015 ein, diese Version wurde allerdings zwischenzeitlich offline gestellt. Mitski sang außerdem für das Benefizalbum 7-Inches For Planned Parenthood den Frank-Sinatra-Klassiker I'm a Fool to Want You ein. Am 4. Oktober kündigte Lorde an, dass Mitski im Rahmen ihrer Melodrama-Welttournee an ausgewählte Terminen als Vorgruppe auftritt. Am 1. November 2017 erschien der Kurzfilm Sitting mit Mitski in der Hauptrolle, im April 2018 veröffentlichte Mitski zusammen mit der Band Xiu Xiu einen Song aus dem Soundtrack der Sci-Fi-Komödie How to Talk to Girls at Parties. 

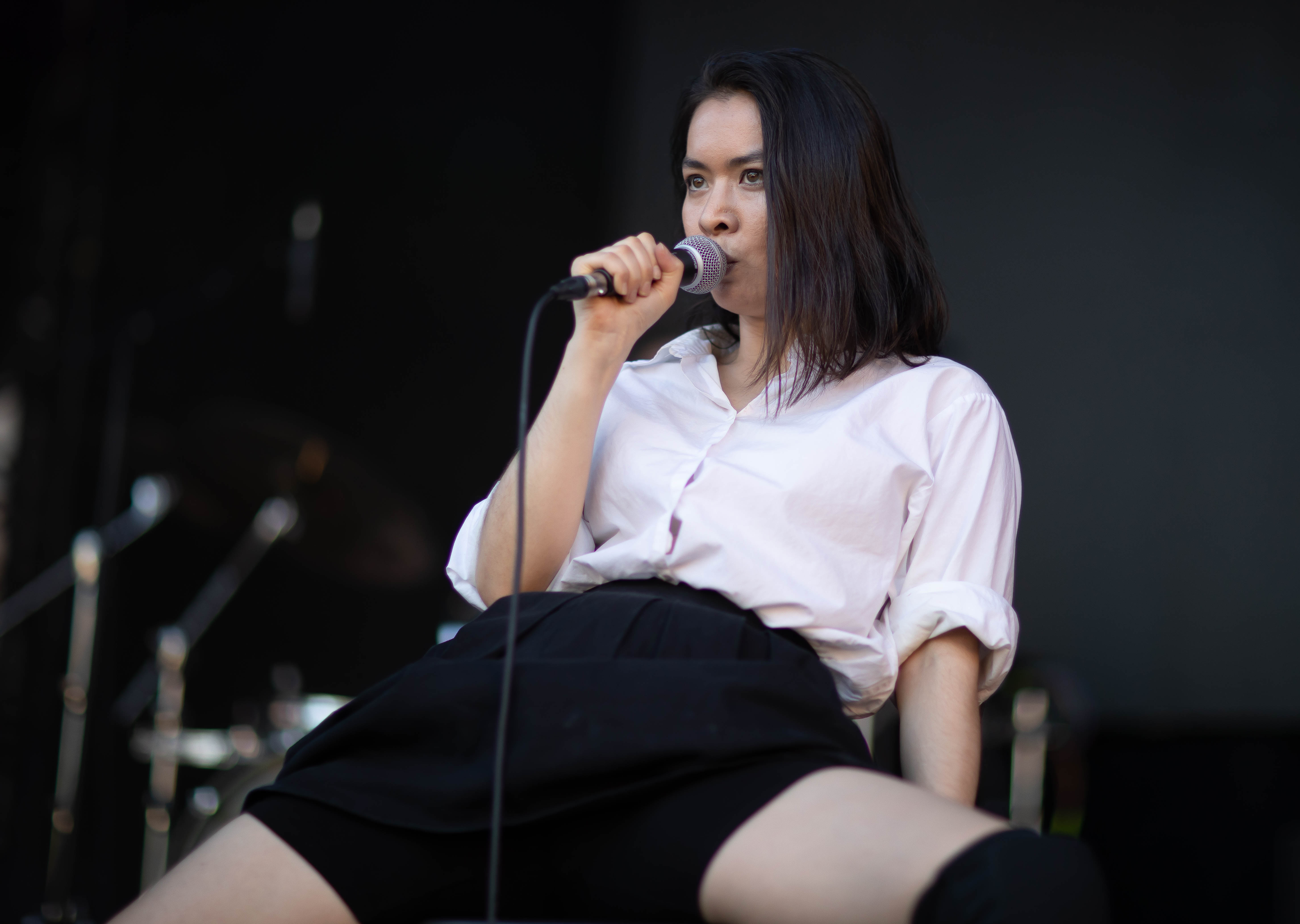
Mitski 2019

### Be the Cowboy
Am 14. Mai 2018 wurde ihr fünftes Studioalbum Be the Cowboy ohne vorherige Ankündigung zur Vorbestellung freigegeben, am selben Tag wurde die Lead-Single Geyser zusammen mit dem begleitenden Musikvideo veröffentlicht. Nach zwei weiteren Single-Veröffentlichungen erschien Be the Cowboy schließlich am 17. August, wiederum bei Dead Oceans. Das Album, das sie wiederum mit Hyland produzierte, erhielt viele positive Rezensionen. Verschiedene Online-Musikmedien wie Pitchfork, Vulture und Consequence of Sound zeichneten es als Album des Jahres aus. Zum Ende ihrer Albumtournee im Spätsommer 2019 kündigte sie an, sich aus den sozialen Medien zurückzuziehen und zunächst keine weiteren Live-Shows zu geben.
Im Januar 2020 veröffentlichte Mitski den Song Cop Car, einen unveröffentlichter Track aus dem Soundtrack des Films The Turning, den sie schon seit 2014 live aufgeführt hatte. Später folgte sein Soundtrack zum Comic This Is Where We Fall von Chris Miskiewicz und Vincent Kings.

### Laurel Hell
Am 5. Oktober 2021 veröffentlichte Mitski die Single Working For the Knife und ein dazugehöriges Musikvideo. Sie kündigte gleichzeitig ihre neue Tournee an. Am 9. November folgte The Only Heartbreaker als Single mit Musikvideo. Beide Singles sollen in einem neuen Album mit dem Titel Laurel Hell enthalten sein, das für den Februar 2022 angekündigt wurde.

## Musikstil und Themen
Mitski, die selber neben ihrem Gesang auch Klavier und Gitarre spielt, hat im Laufe ihrer Karriere immer wieder ihre musikalische Stimme geändert. Die in ihrem Studium entstandene Musik wurde als „zerbrechlich und hochdramatisch“ bezeichnet, die auch eine „einfache, melodische Süße“ habe. Rolling Stone nannte Bury Me at Makeout Creek „im Kern ein Country-Album“. Laut.de verortete ihre ersten vier Alben „zwischen zärtlicher Pianomusik und schroffen Rockklängen“, andere bezeichneten sie als „geistreichen, federnden Punk“. Musikexpress sprach bei Be the Cowboy von „90er-Indie-Rock, trocken und rau, ohne viele Vokal- und Harmonieschichten, aber immer originell im Umgang mit benachbarten Genres wie Ambient und Pop“. Ein wiederkehrendes Merkmal in ihrer Musik ist der unkonventionelle Aufbau ihrer Songs, die sich von Anfang bis Ende immer weiter steigern. In einem Interview erklärte sie, dass ihr „Balanceempfinden nicht unbedingt symmetrisch“ sei.
Besonders gelobt wurde aber auch die lyrische Qualität ihrer Songtexte. Ihr sei es möglich, mit nur wenigen Details eine ganze Beziehung zu skizzieren. Oft geht es in ihren Liedern um Einsamkeit, wie etwa sehr explizit in dem Song Nobody. Nach Meinung der Musikkritik verstehe sie es dabei, große Intimität zu vermitteln, dabei aber selber distanziert und kontrolliert zu bleiben. So schlüpft sie in fiktionale Rollen, experimentiert mit Erzählformen und wehrt sich gegen allzu autobiographische Deutungen ihrer Texte. Ihr Privatleben hält sie streng geheim. Sie erklärte, dass sie nicht als „emotionale“ Musikerin wahrgenommen werden möchte, da sie damit eine abwertende und übervorteilende Haltung verbinde. Ein weiteres häufiges Thema in ihrer Musik ist ihre Identität und Rolle als Amerikanerin mit japanischen Wurzeln, wie etwa in dem Lied Your Best American Girl.

## Diskografie

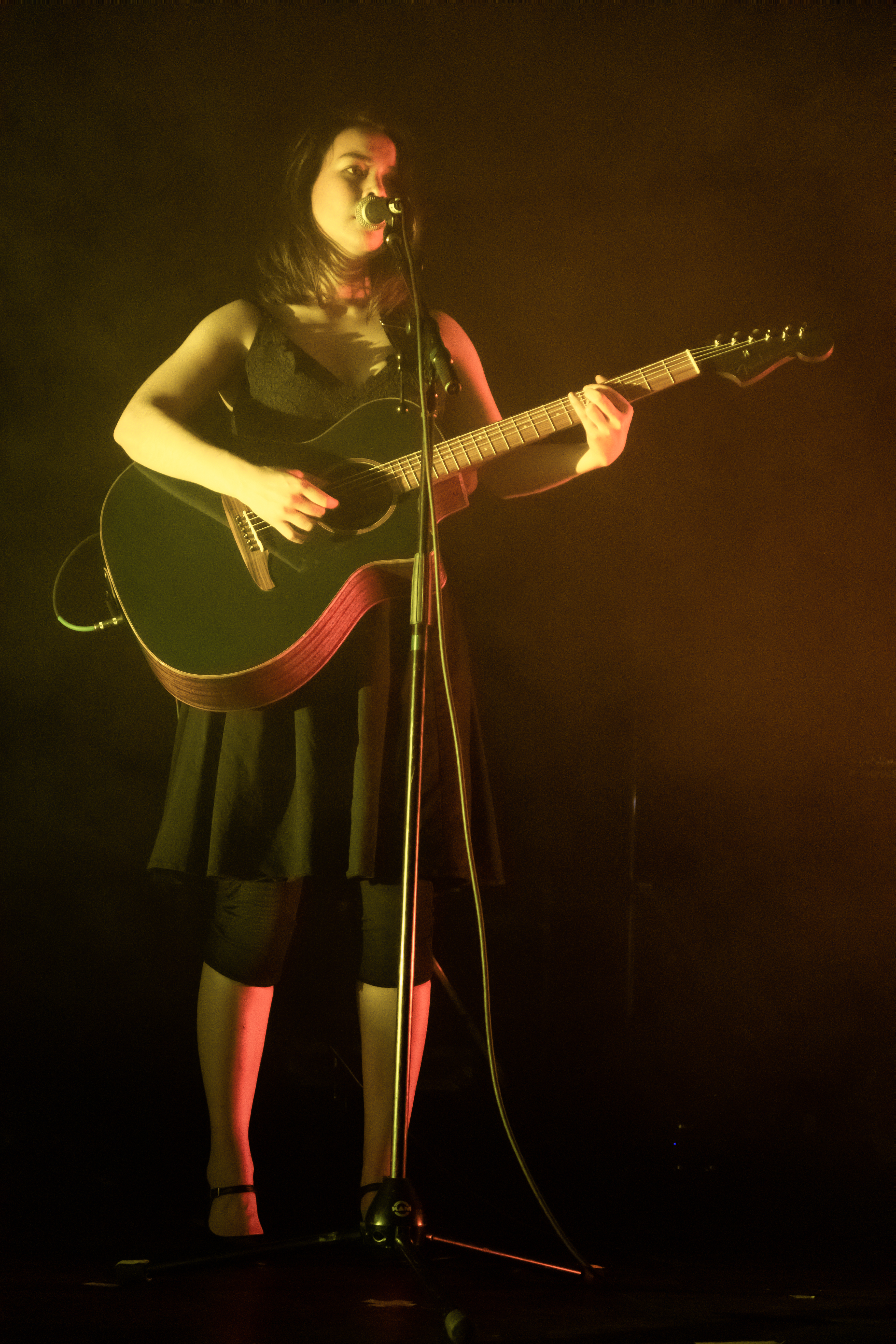
Mitski (2018)

### Studioalben
| Jahr | Titel Musiklabel                                      | Höchstplatzierung, Gesamtwochen, AuszeichnungChartplatzierungen (Jahr, Titel, Musiklabel, Platzierungen, Wochen, Auszeichnungen, Anmerkungen) | Höchstplatzierung, Gesamtwochen, AuszeichnungChartplatzierungen (Jahr, Titel, Musiklabel, Platzierungen, Wochen, Auszeichnungen, Anmerkungen) | Höchstplatzierung, Gesamtwochen, AuszeichnungChartplatzierungen (Jahr, Titel, Musiklabel, Platzierungen, Wochen, Auszeichnungen, Anmerkungen) | Höchstplatzierung, Gesamtwochen, AuszeichnungChartplatzierungen (Jahr, Titel, Musiklabel, Platzierungen, Wochen, Auszeichnungen, Anmerkungen) | Höchstplatzierung, Gesamtwochen, AuszeichnungChartplatzierungen (Jahr, Titel, Musiklabel, Platzierungen, Wochen, Auszeichnungen, Anmerkungen) | Anmerkungen                                                            |
| Jahr | Titel Musiklabel                                      | DE | AT | CH | UK | US | Anmerkungen                                                            |
| ---- | ----------------------------------------------------- | --- | --- | --- | --- | --- | ---------------------------------------------------------------------- |
| 2012 | Lush Selbstverlag                                     | — | — | — | — | — | Erstveröffentlichung: 31. Januar 2012 Download                         |
| 2013 | Retired from Sad, New Career in Business Selbstverlag | — | — | — | — | — | Erstveröffentlichung: 1. August 2013 Download                          |
| 2014 | Bury Me at Makeout Creek Double Double Whammy         | — | — | — | — | — | Erstveröffentlichung: 11. November 2014 CD, Vinyl, Download            |
| 2016 | Puberty 2 Dead Oceans                                 | — | — | — | UK— SilberUK | — | Erstveröffentlichung: 17. Juni 2016 CD, Musikkassette, Vinyl, Download |
| 2018 | Be the Cowboy Dead Oceans                             | — | — | — | UK64 Gold · (1 Wo.)UK | US52 Gold · (1 Wo.)US | Erstveröffentlichung: 17. August 2018 CD, Vinyl, Download              |
| 2022 | Laurell Hell Dead Oceans                              | DE28 (1 Wo.)DE | AT47 (1 Wo.)AT | CH91 (1 Wo.)CH | UK6 (2 Wo.)UK | US5 (2 Wo.)US | Erstveröffentlichung: 4. Februar 2022                                  |
| 2023 | The Land Is Inhospitable and So Are We Dead Oceans    | DE30 (1 Wo.)DE | AT60 (1 Wo.)AT | CH61 (1 Wo.)CH | UK4 (2 Wo.)UK | US12 (24 Wo.)US | Erstveröffentlichung: 15. September 2023                               |

### EPs
- 1. Juli 2015: Audiotree Live[52] (Liveaufnahme)[53]

### Singles und Musikvideos
| Jahr | Titel Album                                                            | Höchstplatzierung, Gesamtwochen, AuszeichnungChartplatzierungen (Jahr, Titel, Album, Platzierungen, Wochen, Auszeichnungen, Anmerkungen) | Höchstplatzierung, Gesamtwochen, AuszeichnungChartplatzierungen (Jahr, Titel, Album, Platzierungen, Wochen, Auszeichnungen, Anmerkungen) | Höchstplatzierung, Gesamtwochen, AuszeichnungChartplatzierungen (Jahr, Titel, Album, Platzierungen, Wochen, Auszeichnungen, Anmerkungen) | Höchstplatzierung, Gesamtwochen, AuszeichnungChartplatzierungen (Jahr, Titel, Album, Platzierungen, Wochen, Auszeichnungen, Anmerkungen) | Höchstplatzierung, Gesamtwochen, AuszeichnungChartplatzierungen (Jahr, Titel, Album, Platzierungen, Wochen, Auszeichnungen, Anmerkungen) | Anmerkungen                                                                                          |
| Jahr | Titel Album                                                            | DE | AT | CH | UK | US | Anmerkungen                                                                                          |
| ---- | ---------------------------------------------------------------------- | --- | --- | --- | --- | --- | --- |
| 2013 | Goodbye, My Danish Sweetheart Retired from Sad, New Career in Business | — | — | — | — | — | keine Single-Veröffentlichung Musikvideo: 24. Juni 2013                                              |
| 2014 | First Love / Late Spring Bury Me at Makeout Creek                      | — | — | — | UK— SilberUK | US— GoldUS | Erstveröffentlichung: 14. Mai 2014                                                                   |
| 2014 | Townie Bury Me at Makeout Creek                                        | — | — | — | — | — | Erstveröffentlichung: 16. September 2014 1. Musikvideo: 8. November 2014 2. Musikvideo: 9. März 2015 |
| 2016 | Your Best American Girl Puberty 2                                      | — | — | — | — | — | Erstveröffentlichung: 1. März 2016 Musikvideo: 13. April 2016                                        |
| 2016 | Happy Puberty 2                                                        | — | — | — | — | — | Erstveröffentlichung: 3. Mai 2016 Musikvideo: 23. Mai 2016                                           |
| 2018 | Between the Breaths –                                                  | — | — | — | — | — | Erstveröffentlichung: 20. April 2018 mit Xiu Xiu                                                     |
| 2018 | Geyser Be the Cowboy                                                   | — | — | — | — | — | Erstveröffentlichung: 14. Mai 2018 Musikvideo: 14. Mai 2018                                          |
| 2018 | Nobody Be the Cowboy                                                   | — | — | — | UK— SilberUK | US— PlatinUS | Erstveröffentlichung: 26. Juni 2018 Musikvideo: 26. Juni 2018                                        |
| 2018 | Two Slow Dancers Be the Cowboy                                         | — | — | — | — | — | Erstveröffentlichung: 9. August 2018                                                                 |
| 2018 | Washing Machine Heart Be the Cowboy                                    | — | — | — | UK— GoldUK | US— PlatinUS | keine Single-Veröffentlichung Musikvideo: 9. November 2018                                           |
| 2019 | A Pearl Be the Cowboy                                                  | — | — | — | — | — | keine Single-Veröffentlichung Musikvideo: 31. Januar 2019                                            |
| 2020 | Cop Car –                                                              | — | — | — | — | — | Erstveröffentlichung: 21. Januar 2020                                                                |
| 2021 | Working For the Knife –                                                | — | — | — | — | — | Erstveröffentlichung: 5. Oktober 2021 Musikvideo: 5. Oktober 2021                                    |
| 2023 | My Love Mine All Mine The Land Is Inhospitable and So Are We           | — | AT69 (1 Wo.)AT | CH33 (22 Wo.)CH | UK8 Platin · (27 Wo.)UK | US26 (20 Wo.)US | keine Single-Veröffentlichung Musikvideo: 15. September 2023                                         |

## Auszeichnungen für Musikverkäufe
| Silberne Schallplatte - Vereinigtes Königreich - 2024: für das Lied I Bet On Losing Dogs - 2024: für das Lied Me and My Husband - 2024: für das Lied Francis Forever Goldene Schallplatte - Dänemark - 2025: für das Lied My Love Mine All Mine - Frankreich - 2024: für das Lied My Love Mine All Mine - Griechenland - 2024: für das Lied My Love Mine All Mine - Italien - 2024: für das Lied My Love Mine All Mine - Neuseeland - 2023: für das Album Be the Cowboy - 2024: für das Album The Land Is Inhospitable and So Are We - Norwegen - 2024: für das Lied My Love Mine All Mine - 2024: für das Lied Washing Machine Heart - Schweden - 2024: für das Lied My Love Mine All Mine - 2024: für das Lied Washing Machine Heart - Spanien - 2024: für das Lied My Love Mine All Mine - Vereinigte Staaten - 2022: für das Lied Me and My Husband - 2023: für das Lied Francis Forever - 2023: für das Lied I Bet On Losing Dogs | Platin-Schallplatte - Neuseeland - 2024: für das Lied My Love Mine All Mine |

Anmerkung: Auszeichnungen in Ländern aus den Charttabellen bzw. Chartboxen sind in ebendiesen zu finden.
| Land/RegionAuszeichnungen für Musikverkäufe (Land/Region, Auszeichnungen, Verkäufe, Quellen) | Silber     | Gold       | Platin     | Verkäufe  | Quellen              |
| -------------------------------------------------------------------------------------------- | ---------- | ---------- | ---------- | --------- | -------------------- |
| Dänemark (IFPI)                                                                              | —          | Gold1      | —          | 45.000    | ifpi.dk              |
| Frankreich (SNEP)                                                                            | —          | Gold1      | —          | 100.000   | snepmusique.com      |
| Griechenland (IFPI)                                                                          | —          | Gold1      | —          | 10.000    | Einzelnachweise      |
| Italien (FIMI)                                                                               | —          | Gold1      | —          | 50.000    | fimi.it              |
| Neuseeland (RMNZ)                                                                            | —          | 2× Gold2   | Platin1    | 45.000    | radioscope.co.nz NZ2 |
| Norwegen (IFPI)                                                                              | —          | 2× Gold2   | —          | 60.000    | ifpi.no              |
| Schweden (IFPI)                                                                              | —          | 2× Gold2   | —          | 120.000   | sverigetopplistan.se |
| Spanien (Promusicae)                                                                         | —          | Gold1      | —          | 30.000    | elportaldemusica.es  |
| Vereinigte Staaten (RIAA)                                                                    | —          | 5× Gold5   | 2× Platin2 | 3.500.000 | riaa.com             |
| Vereinigtes Königreich (BPI)                                                                 | 6× Silber6 | 2× Gold2   | Platin1    | 2.160.000 | bpi.co.uk            |
| Insgesamt                                                                                    | 6× Silber6 | 18× Gold18 | 4× Platin4 |           |                      |

## Auszeichnungen und Nominierungen
| Jahr | Auszeichnung  | Kategorie               | Nominiert für                              | Resultat  | Beleg  |
| ---- | ------------- | ----------------------- | ------------------------------------------ | --------- | ------ |
| 2017 | Libera Awards | Video of the Year       | Your Best American Girl                    | Nominiert | [ 66 ] |
| 2019 | Libera Awards | Album of the Year       | Be The Cowboy                              | Nominiert | [ 67 ] |
| 2019 | Libera Awards | Best Live Act           | Mitski                                     | Nominiert | [ 67 ] |
| 2019 | Libera Awards | Best Rock Album         | Be The Cowboy                              | Nominiert | [ 67 ] |
| 2019 | Libera Awards | Creative Packaging      | Be The Cowboy                              | Nominiert | [ 67 ] |
| 2019 | Libera Awards | Music Video of the Year | Nobody                                     | Gewonnen  | [ 67 ] |
| 2023 | Academy Award | Bester Song             | This Is a Life (mit Son Lux & David Byrne) | Nominiert | [ 68 ] |

## Porträts
- Margaret Talbot: On the Road with Mitski. In: The New Yorker. Juli 2019 (amerikanisches Englisch, newyorker.com – unter dem Titel Lonely Planet auch in der Printausgabe veröffentlicht).
- Matthew Schnipper: Don’t Cry for Mitski. In: Pitchfork. 12. Juni 2018 (englisch, pitchfork.com).